# Maison du Cygne (Bruxelles)
Pour les articles homonymes, voir Maison du Cygne.
La « Maison du Cygne » (De Zwaan en néerlandais ou De Swane en ancien néerlandais) est une maison de style baroque située au numéro 9 de la Grand-Place de Bruxelles en Belgique, entre la « Maison de l'Arbre d'Or » et la « Maison de l'Étoile », au sud de la place.

## Historique
La « Maison du Cygne », mentionnée dès le XVe siècle, était à l'origine une auberge.
Après la destruction des maisons de la Grand-Place lors du bombardement de la ville par les troupes françaises de Louis XIV commandées par le maréchal de Villeroy en août 1695, la maison fut réédifiée pour le financier Pierre Fariseau par l'architecte-sculpteur bruxellois Corneille van Nerven en 1698, comme l'atteste le millésime qui orne le deuxième étage (« Anno 1698 »).
Pierre Fariseau, cofondateur de l'Académie de Musique, fit placer son monogramme au centre de la façade.
Au XVIIIe siècle, la maison, qui portait alors le nom de « De Swaene », fut achetée par la corporation des Bouchers qui fit modifier la partie supérieure en 1720, avec le produit de la vente de laine comme l'indique le chronogramme situé sur le socle de la statue qui somme le fronton :
hæC DoMVs Lanea eXaLtatVr
La maison que voici est rehaussée grâce à la laine
Karl Marx, qui vécut à Bruxelles de février 1845 à mars 1848, fêta le réveillon du jour de l'an 1847/1848 dans la « Maison du Cygne » avec la « Deutscher Arbeiterverein » et l'« Association Démocratique ».
Le congrès inaugural du Parti ouvrier belge s'est tenu dans cette maison le 6 avril 1885,.
La maison fut modifiée en 1897 et restaurée en 1904 par l'architecte Adolphe Samyn avec de la pierre de Gobertange et de la pierre d'Euville et à nouveau restaurée en 2009.
Elle est aménagée aujourd'hui en brasserie-restaurant.

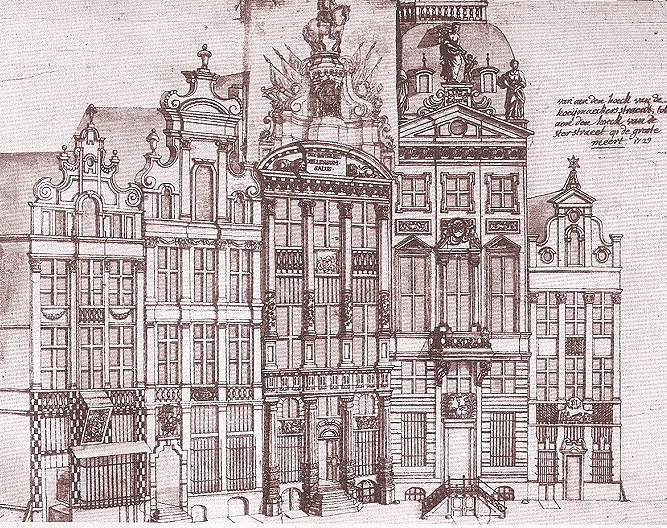
Les maisons situées entre la rue des Chapeliers et la rue de l'Étoile, devenue depuis rue Charles Buls. De gauche à droite : Le Mont Thabor, La Rose, L'Arbre d'Or, Le Cygne, L'Étoile. Dessin de Ferdinand-Joseph Derons (1729).

## Classement

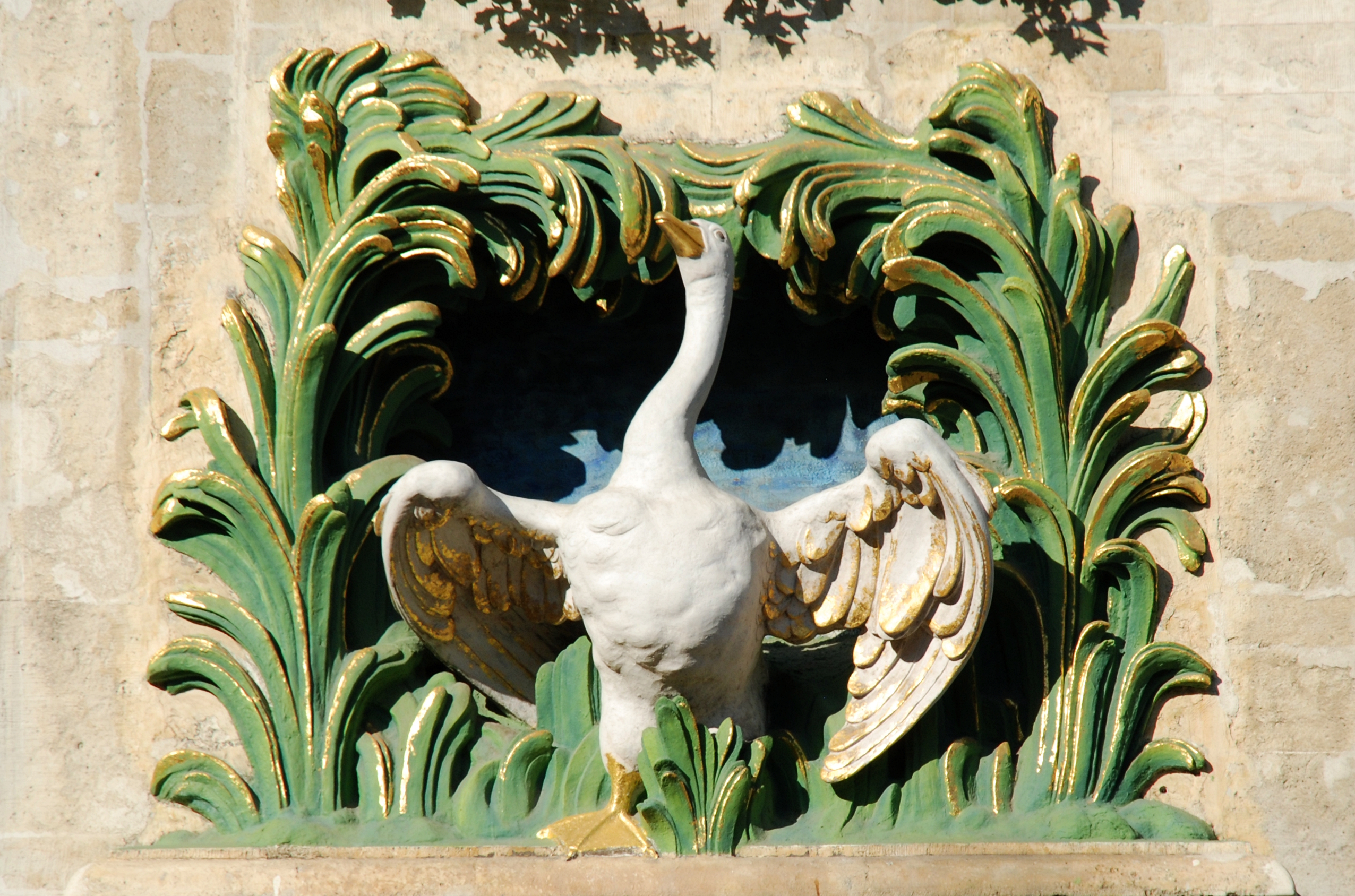
L'enseigne au cygne.

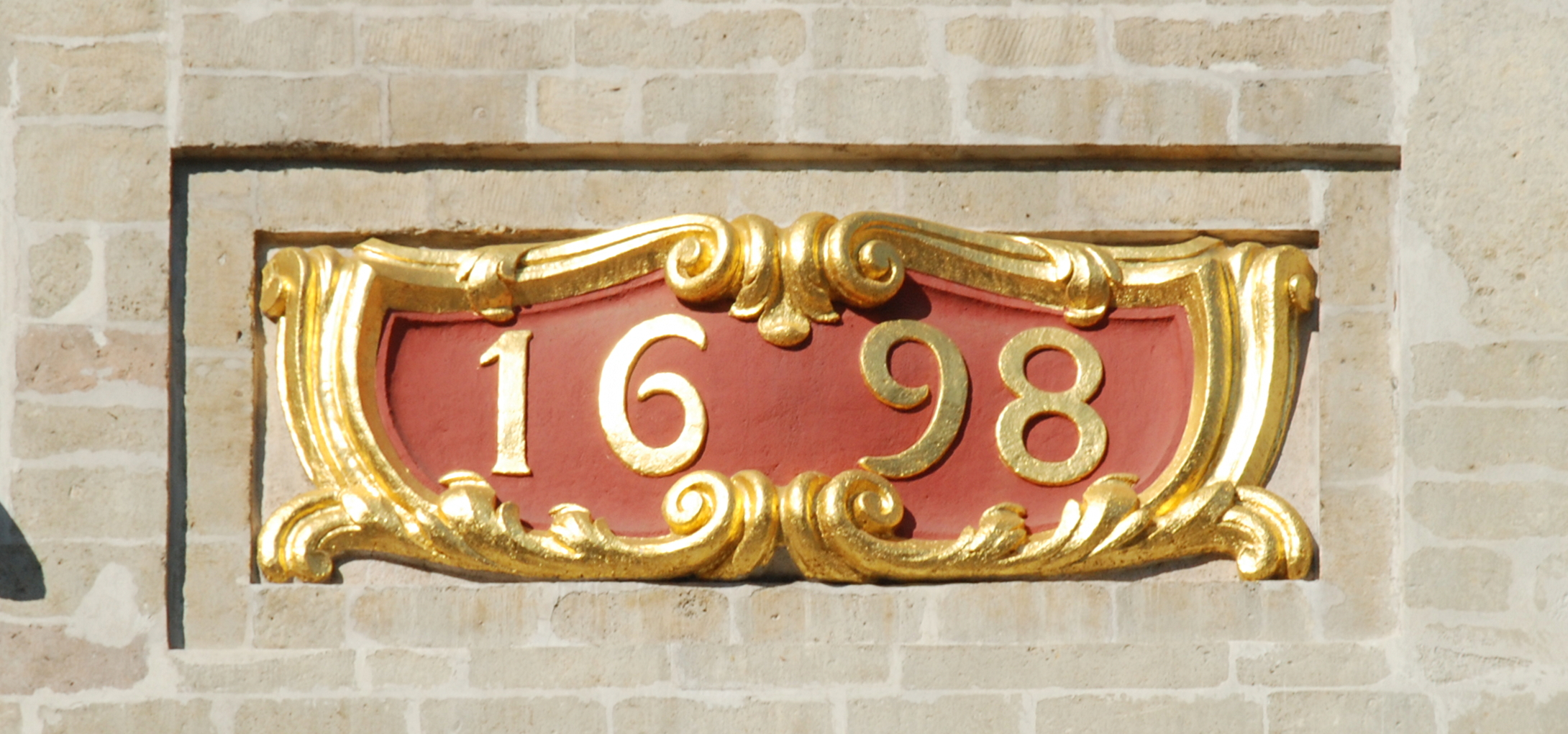
Cartouche « 1698 ».

Les façades et les toitures de toutes les maisons qui bordent la Grand-Place font l'objet d'un classement au titre des monuments historiques en tant qu'ensemble depuis le 19 avril 1977 sous la référence globale 2043-0065/0.
Le classement a été étendu à d'autres parties du bâtiment le 7 novembre 2002, sous la référence 2043-0065/009.

## Architecture
La « Maison du Cygne », édifiée en pierre de taille, présente une façade composée de trois travées, et de trois niveaux plus entresol surmontés d'un fronton triangulaire et de statues.
Le rez-de-chaussée présente une haute porte surmontée de l'enseigne de la maison, figurant un cygne au bec, aux pattes et aux extrémités des ailes dorés, émergeant d'une végétation elle aussi rehaussée de dorures.
Le premier étage contraste très fort avec le rez-de-chaussée et l'entresol par la richesse de sa décoration. Il possède un balcon orné de masques dorés, soutenu par de puissantes consoles couvertes de grandes feuilles d'acanthe dorées.
Les fenêtres à meneaux du premier étage composent un triplet : la baie centrale, entourée de colonnes ioniques, est surmontée d'un fronton courbe brisé supportant deux angelots qui encadrent le monogramme de Pierre Fariseau, alors que chacune des baies latérales est surmontée d'un fronton triangulaire orné d'une coquille Saint-Jacques dorée.
Au deuxième étage, les fenêtres à meneaux, plus petites, affichent sur leurs allèges la date de réédification du bâtiment au moyen de cartouches rouges à encadrement doré : « Anno 1698 ».
La façade est couronnée d'un fronton triangulaire percé d'un grand œil-de-bœuf et soutenu par un entablement richement orné, constitué d'une architrave ornée de triglyphes et de rosaces ainsi que d'une frise d'oves.
Ce fronton est surmonté des statues de la Boucherie, de l'Abondance et de l'Agriculture, rétablies par Charles Samuel en 1899, et d'une toiture mansardée percée de deux petites lucarnes et sommée d'une balustrade blanche dont les angles sont ornés de boules dorées.

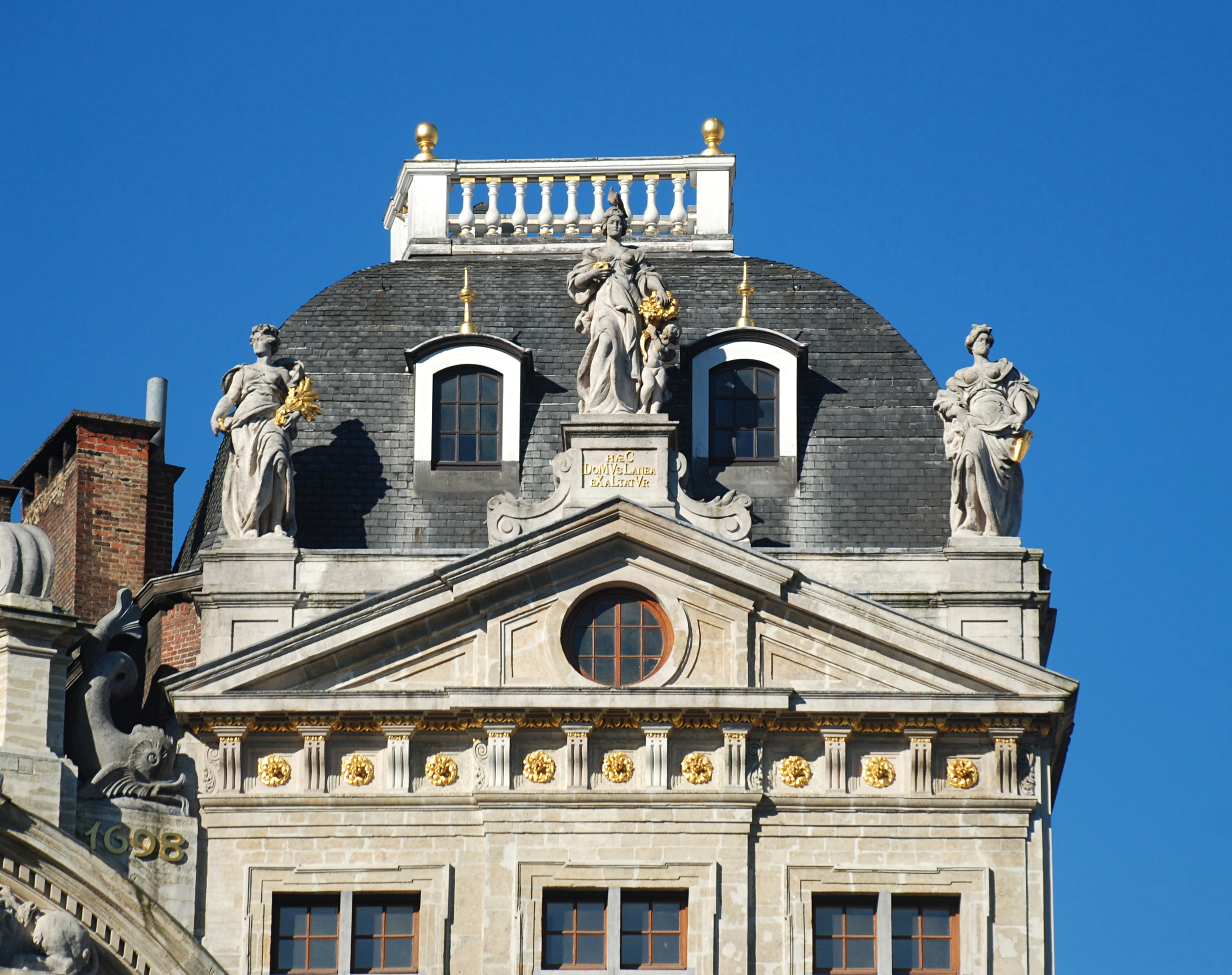
Le fronton.
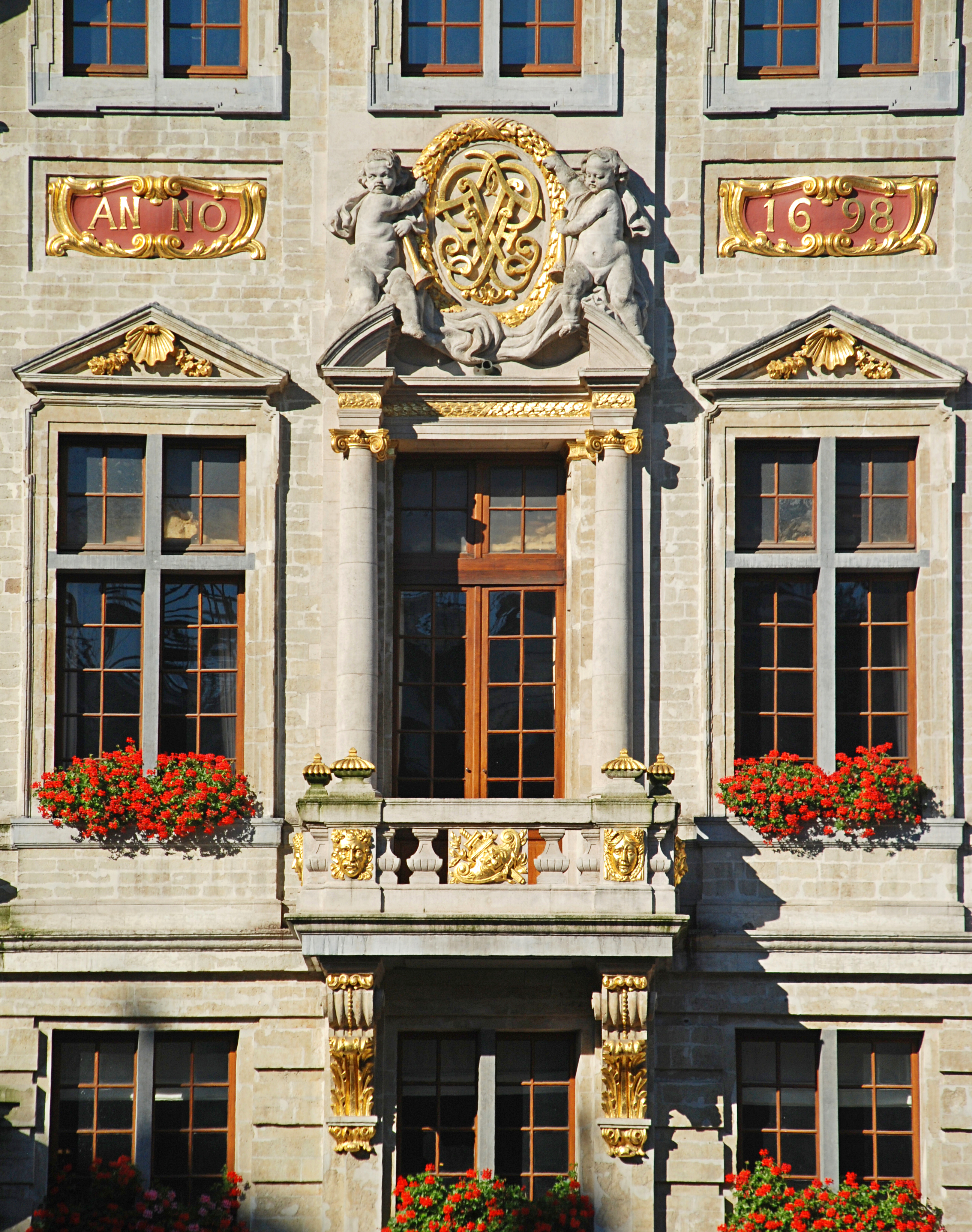
La travée centrale.
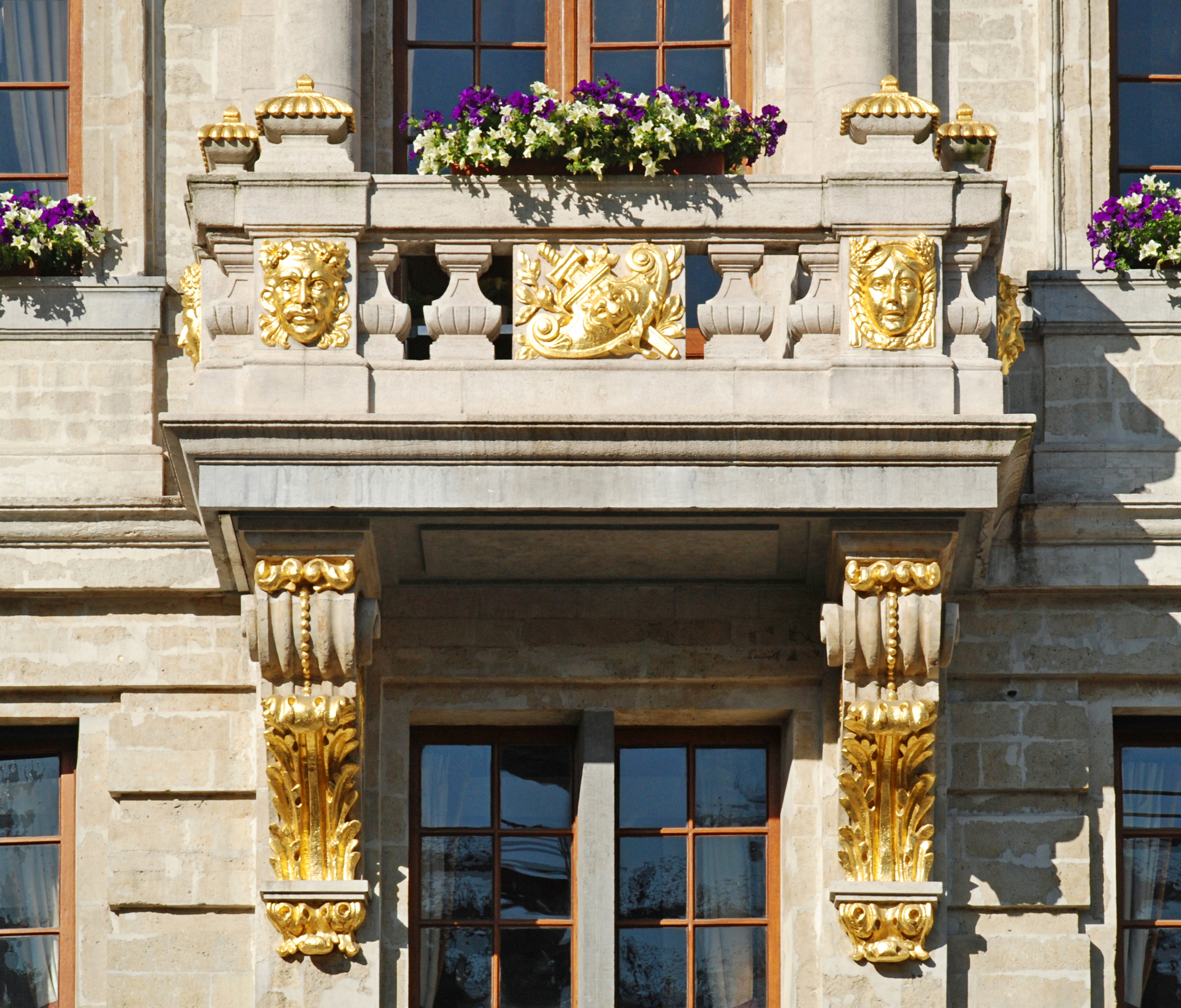
Le balcon.
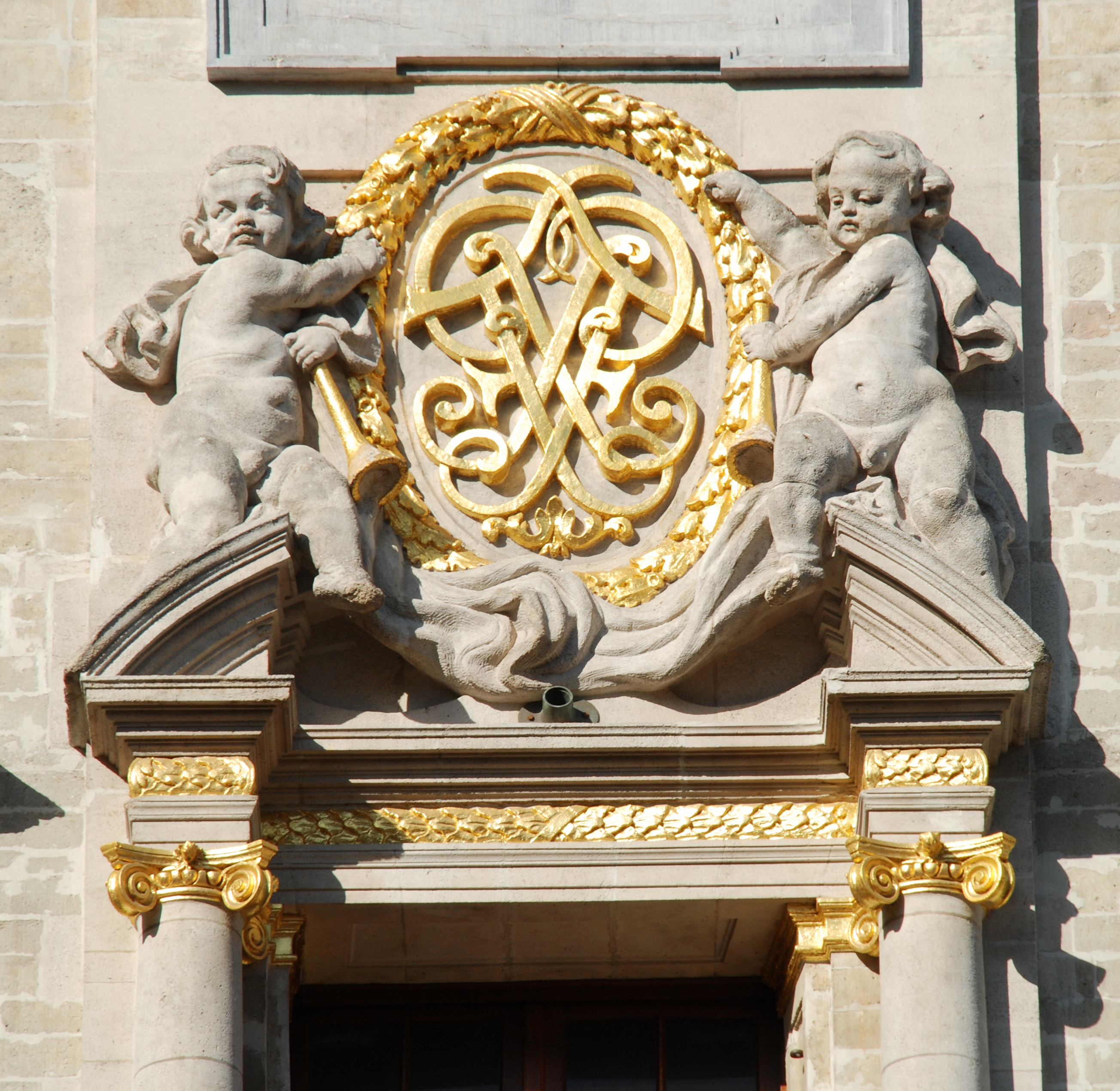
Le monogramme de Pierre Fariseau.